# Willi Heeks
Willi Heeks va ser un pilot de curses automobilístiques alemany que va arribar a disputar curses de Fórmula 1.
Willi Heeks va néixer el 23 de febrer del 1922 i va morir el 13 d'agost del 1996.

## A la F1
Va debutar a la tercera temporada de la història del campionat del món de la Fórmula 1, la corresponent a l'any 1952, disputant el 3 d'agost el GP d'Alemanya, que era la sisena prova del campionat.
Willi Heeks va arribar a participar en dues curses puntuables pel campionat de la F1, repartides entre les temporades 1952 i 1953.

## Resultats a la Fórmula 1
| Any  | Equip       | Xassís  | Motor   | 1   | 2   | 3   | 4   | 5   | 6       | 7       | 8   | 9   | Posició | Punts |
| ---- | ----------- | ------- | ------- | --- | --- | --- | --- | --- | ------- | ------- | --- | --- | ------- | ----- |
| 1952 | Willi Heeks | AFM     | BMW     | SUI | 500 | BEL | FRA | GBR | ALE Ret | HOL     | ITA |     | -       | 0     |
| 1953 | Willi Heeks | Veritas | Veritas | ARG | 500 | HOL | BEL | FRA | GBR     | ALE Ret | SUI | ITA | -       | 0     |

### Resum
| Curses: | Victòries: | Pòdiums: | Poles: | Voltes ràpides: | Punts: |
| ------- | ---------- | -------- | ------ | --------------- | ------ |
| 2       | 0          | 0        | 0      | 0               | 0      |

,